# Зграда ОШ „18. новембар” Суботица
Зграда основне школе "18. новембар" у Суботици подигнута је у периоду од 1910. до 1912. године, за образовне намене и представља непокретно културно добро као  споменик културе.

## Опис
Објекат је грађен са стилским карактеристикама сецесије. То је још један објекат у низу објеката високих габарита и основе у облику обрнутог латиничног слова "L". Улична фасада је асиметрично конципирана са бочно лоцираним ризалитом који се завршава атиком, док је на другој страни постављена колско пешачка дрвена капија са лучним надсветлом подељеним на квадратна поља. Дрвена капија је украшена једноставним детаљима гирланде. Зидно платно приземља и ризалит су обрађени малтерском пластиком хоризонталне поделе и са ритмичким низом прозорских отвора равног завршетка и шестоделне поделе окана.
Равни кордонски венац дели приземље од спратног дела у којем је вертикализам наглашен међупрозорским пиластрима. Ризалит у кровниј зони се завршава атиком бочно маркираном глобусима као декоративним елементом. Испод, као и у поткровном делу уличне фасаде, нижу се стилизоване конзоле, а у доњим угловима је стилизована гранчица. Сва малтерска и гипсана пластика сведена је у парапетном делу спратних отвора, а нешто је наглашенија на ризалиту. Кров је двосливни са лименим отворима за проветравање и покривен жљебљеним црепом.